# NGC 1494
NGC 1494 је спирална галаксија у сазвежђу Часовник која се налази на NGC листи објеката дубоког неба.
Деклинација објекта је - 48° 54' 34" а ректасцензија 3h 57m 42,5s. Привидна величина (магнитуда) објекта NGC 1494 износи 11,6 а фотографска магнитуда 12,3. Налази се на удаљености од 15,594 милиона парсека од Сунца. NGC 1494 је још познат и под ознакама ESO 201-12, IRAS 03562-4902, PGC 14169.